# 羅拉鎮區 (堪薩斯州莫頓縣)
羅拉鎮區（英語：Rolla Township）為美國堪薩斯州莫頓縣轄下的鎮區。2010年美国人口普查中該鎮區人口有590人。

## 地理
羅拉鎮區涵蓋總面積為373.12平方（144.06平方英里）。

## 人口統計
根據2010年美國人口普查，羅拉鎮區人口有590人，住房247戶，人口密度為1.58人/每平方公里。此鎮區居民之種族中，白人佔85.93%，非裔美國人佔1.02%，美洲原住民佔1.19%，亞裔美國人佔0.34%，太平洋島裔美國人佔0.68%，其他種族佔7.97%，混血種族則佔2.88%。而西班牙裔或拉丁裔美國人佔此鎮區人口的20.85%。

## 交通

### 主要公路
- 56號美國國道
- 51號堪薩斯州州道

## 外部連結
- City-Data.com （页面存档备份，存于）